# Korlátka

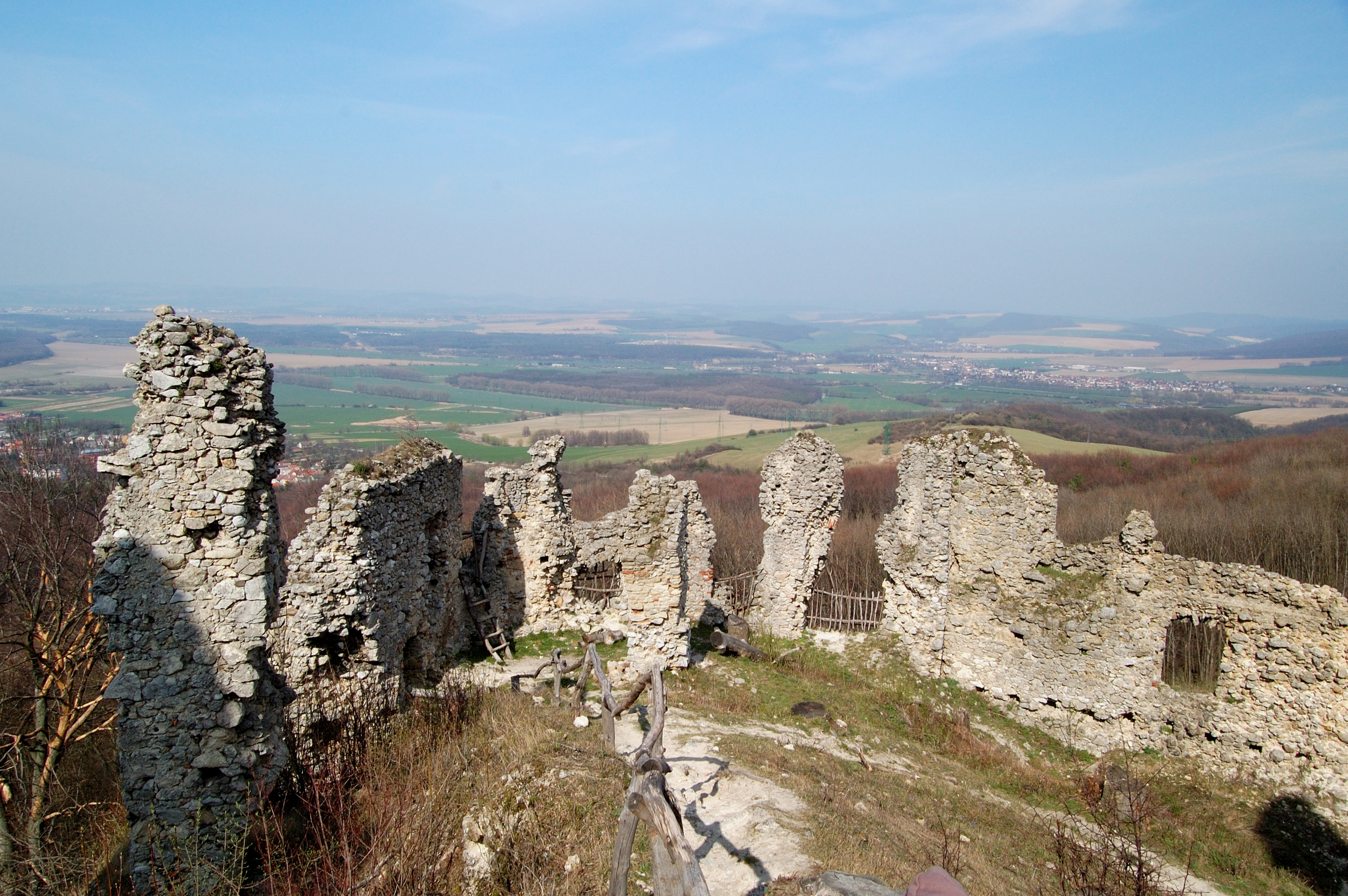
Widok z zamku

Korlátka (miejscowo też: Korlátko, dawniej węg Korlátkő) – ruina gotyckiego zamku zlokalizowana w miejscowości Cerová (część Rozbehy) na Słowacji (Brezovské Karpaty – część Małych Karpat). Ruiny stoją na wysokości 435 m n.p.m.

## Historia
Pierwotnie był to zamek strażniczy, który zbudowano w trakcie drugiej połowy XIII wieku w pobliżu ważnego szlaku handlowego, tzw. Czeskiej Drogi. Wystawili go lokalni możnowładcy, być może najpotężniejszy z nich – Mateusz Czak. Pierwsza wzmianka o zamku pochodzi z 1298 r. W roku 1394 zamek przeszedł w ręce Ścibora ze Ściborzyc, po nim zapewne władał nim jego syn Ścibor Ściborowic. Później obiekt często zmieniał właścicieli, a w czasie wojen husyckich był siedzibą rycerzy-rozbójników. Około 1444 łupieżców przepędzili mieszczanie bratysławscy. Od końca XV w. do 1772 r. był własnością rodziny Korlátskich. W 1645 r. warownię obsadziły wojska Jerzego II Rakoczego, a w 1704 r. kurucowie (Powstanie Rakoczego). W połowie XVIII wieku właściciele opuścili zamek, który później powoli niszczał.

## Pozostałości
Do dziś z zamku pozostała część murów, obwarowań, fragmenty pałacu i wieży.

## Wcześniejsze nazwy
Wcześniejsze nazwy zamku to: Korlátsky hrad, Korlátko, Korlátky, Cerovský zámok, Konrádov kameň, 1324 Korlathkeu, 1399 Korlathkw, Kunradstayn, 1443 na Koratowe Kameny in Kunradi Lapide. Nazwa węgierska brzmi Korlátkó, a niemiecka – Konradstein.

## Turystyka
W pobliżu przechodzi  żółty szlak pieszy z Jablonicy do Prievalów, ale do samego zamku nie ma oznakowanego dojścia.